# Liste der Naturdenkmale in Steinefrenz
Die Liste der Naturdenkmale in Steinefrenz nennt die im Gemeindegebiet von Steinefrenz ausgewiesenen Naturdenkmale (Stand 13. Juni 2024).

## Naturdenkmale
| Nr.         | Bezeichnung               | Lage                      | Beschreibung | Bild                                    |
| ----------- | ------------------------- | ------------------------- | ------------ | --------------------------------------- |
| ND-7143-492 | Alte Eiche an der Ölmühle | Mühlenweg, bei Nr. 2 Lage | Quercus sp.  | Direkt Bild zu diesem Denkmal hochladen |